# Botad
Botad ist eine Stadt im indischen Bundesstaat Gujarat.
Die Stadt ist der Hauptort des Distrikt Botad. Botad hat den Status einer Municipality. Die Stadt ist in 14 Wards (Wahlkreise) gegliedert.

## Demografie
Die Einwohnerzahl der Stadt liegt laut der Volkszählung von 2011 bei 130.327. Botad hat ein Geschlechterverhältnis von 926 Frauen pro 1000 Männer und damit einen für Indien üblichen Männerüberschuss. Die Alphabetisierungsrate lag bei 82,0 % im Jahr 2011. Knapp 83 % der Bevölkerung sind Hindus, ca. 13 % sind Muslime, ca. 3 % sind Jainas und ca. 4 % gehören einer anderen oder keiner Religion an. 10,3 % der Bevölkerung sind Kinder unter 6 Jahren.

## Wirtschaft
Obwohl sich die Wirtschaft in Botad noch auf die Landwirtschaft stützt, sind Branchen wie das Schneiden und Verarbeiten von Diamanten, Immobilien, Baumwollverarbeitung und -verpackung sowie das Gesundheitswesen aufstrebende Sektoren.

## Infrastruktur
Botad ist über Schiene und Straßen gut mit Städten wie Ahmedabad, Mumbai, Surat, Vadodara, Bhavangar, Rajkot und Surendranagar verbunden.